# Eddie C. Campbell
Eddie C. Campbell (6 de mayo de 1939, Duncan, Mississippi) es un cantante y guitarrista de blues norteamericano destacado dentro de la escena blues de Chicago.

## Biografía
Campbell se mudó a Chicago a la edad de 12 años. Influido por músicos como Muddy Waters, Magic Sam y Otis Rush, durante sus primeros años como guitarrista profesional trabajó como músico de sesión para Howlin' Wolf, Little Walter, Little Johnny Taylor y Jimmy Reed. En 1976, Willie Dixon lo contrató para tocar con los Chicago Blues All-Stars. Campbell lanzó su álbum debut, King of the Jungle, al año siguiente, acompañado por Carey Bell en la armónica y Lafayette Leake al piano.
En 1984, Campbell dejó Chicago para trasladarse a Europa, viviendo primero en los Países Bajos y más tarde en Duisburgo, Alemania, donde permaneció 10 años antes de regresar de nuevo a Chicago.
El último álbum que publicó Campbell, Spider Eating Preacher (Delmark, 2012),fue nominado a los Blues Music Award en 2013 en la categoría de Mejor álbum de Blues Tradicional.
En febrero de 2013, Campbell sufrió una ataque al corazón durante una gira por Alemania quedando paralizada la parte derecha de su cuerpo. Su esposa, Barbara Basu, comenzó una campaña de recaudación de fondos para enviar a Campbell a Chicago y recibir tratamiento médico allí.

## Discografía
- King of the Jungle (Mr. Blues, 1977; reeditado por Rooster Blues)
- Let's Pick It! (Black Magic Records, 1984; reeditado por Evidence Records)
- The Baddest Cat on the Block (JSP Records, 1985)
- Mind Trouble (Double Trouble, 1988)
- That's When I Know (Blind Pig Records, 1994)
- Hopes and Dreams (Rooster Blues, 1997)
- Gonna Be Alright (Icehouse Records, 1999)
- Tear This World Up (Delmark Records, 2009)
- Spider Eating Preacher (Delmark Records, 2012)